# Claire Parker
Claire Parker (31 d'agost de 1906 - 3 d'octubre de 1981) va ser una enginyera i animadora estatunidenca. Llicenciada al MIT, la seva contribució més coneguda a la història del cinema és l'animació de pantalla d'agulles (Écran d'épingles), una quadrícula muntada verticalment d'entre 240.000 i 1 milió de metalls lliscants. barres que primer s'empenyen manualment a la seva posició per crear zones il·luminades i ombrejades, i després es filmen fotograma per fotograma. Tot i que la pantalla d’agulles mecànica accionada manualment comparteix superficialment característiques amb les primeres joguines òptiques com el zoòtrop, es distingeix per ser un dels primers dispositius a produir animació reconfigurant un conjunt d'elements d'imatge individuals, més tard anomenats píxels. Es pot utilitzar un model amb una "resolució" suficient per crear una animació de pantalla d'agulles d'imatges fotorealistes, un procés minuciós anàleg al pixel art modern.
Parker va compartir els crèdits de direcció de les seves pel·lícules amb el seu marit i col·laborador, l'animador rus Alexandre Alexeieff; tanmateix, les patents franceses de 1935 i nord-americanes de 1937 de Pinscreen es van fer només en nom seu. Les pel·lícules amb Pinscreen d’Alexeieff i Parker són Night on Bald Mountain (1933) i The Nose (1963), així com la seqüència del títol inicial de la pel·lícula d'Orson Welles The Trial (1962). Des del 2012 l'últim Pinscreen original conegut que encara s'utilitza en la producció d'animació es manté al campus principal de la National Film Board of Canada a Mont-real. A la segona pantalla es va construir i es va posar en producció el 2018.